# هانا بلاك
هانا بلاك (بالإنجليزية: Hannah Black)‏ هي فنانة بريطانية، ولدت في 1981 في مانشستر في المملكة المتحدة.